# ويليام كالدر
ويليام كالدر (بالإنجليزية: William Calder)‏ هو مهندس نيوزيلندي وأسترالي، ولد في 31 يوليو 1860، وتوفي في 18 فبراير 1928.